# Friedrich von Bodenstedt

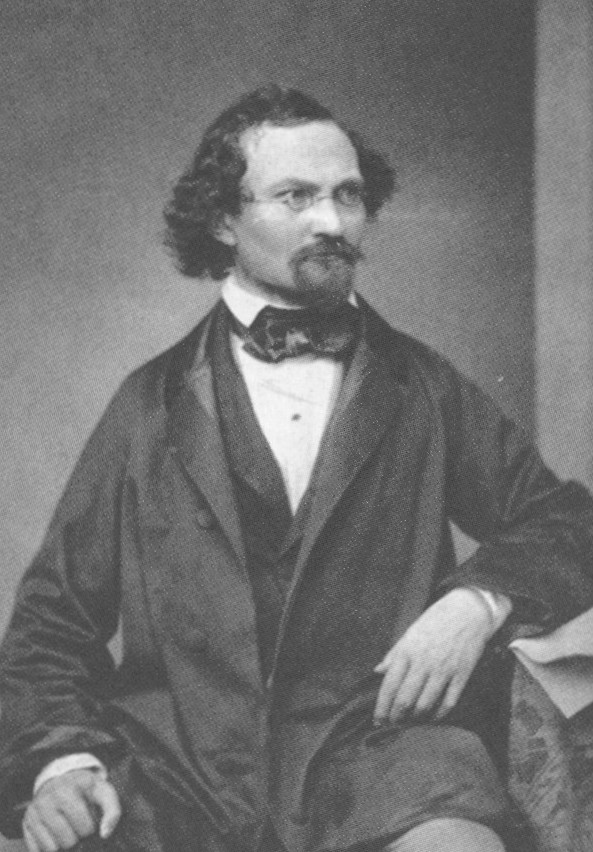
Friedrich von Bodenstedt (ca. 1860)

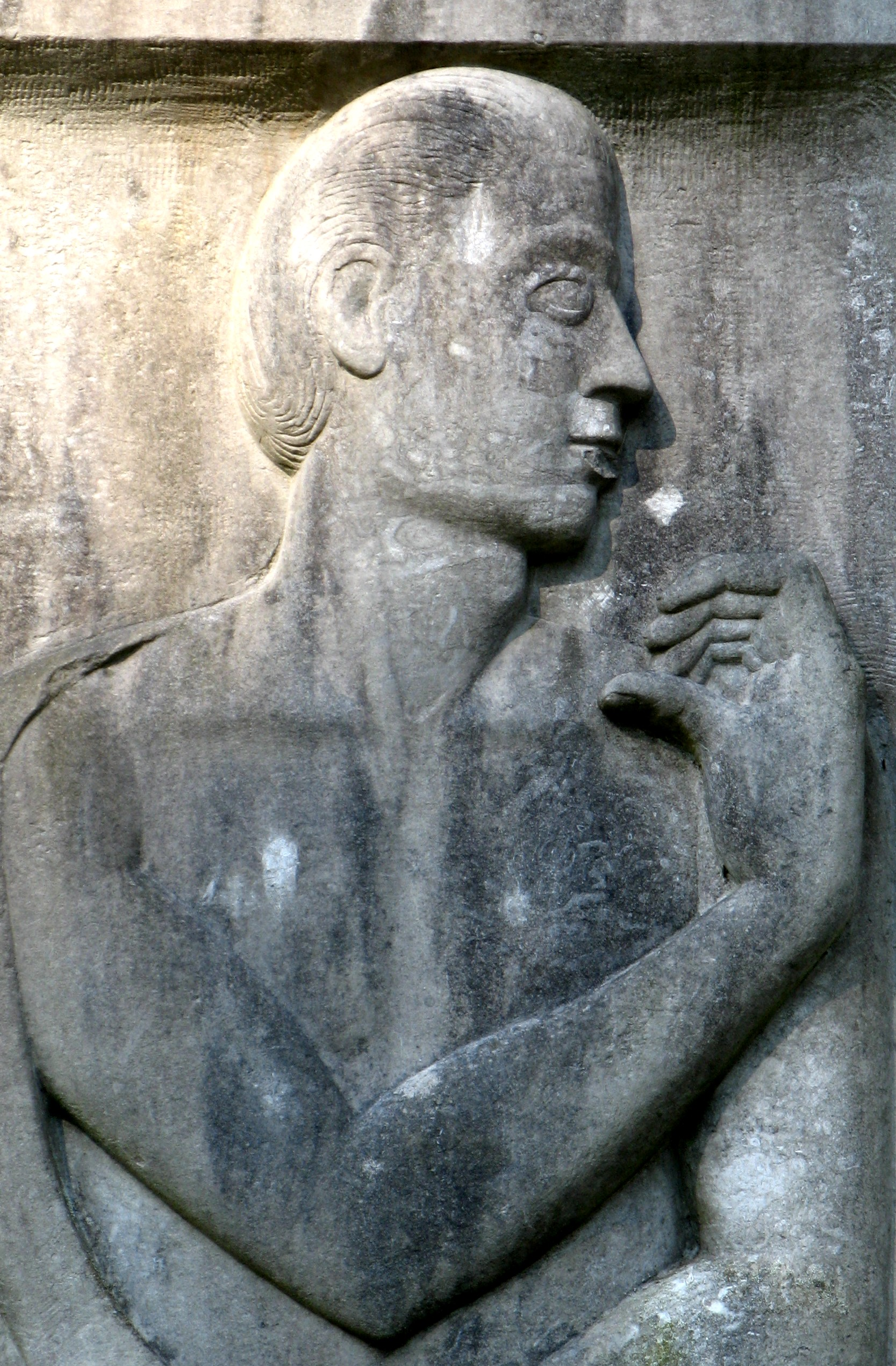
Denkmal für Friedrich von Bodenstedt in den Nerotalanlagen, Wiesbaden

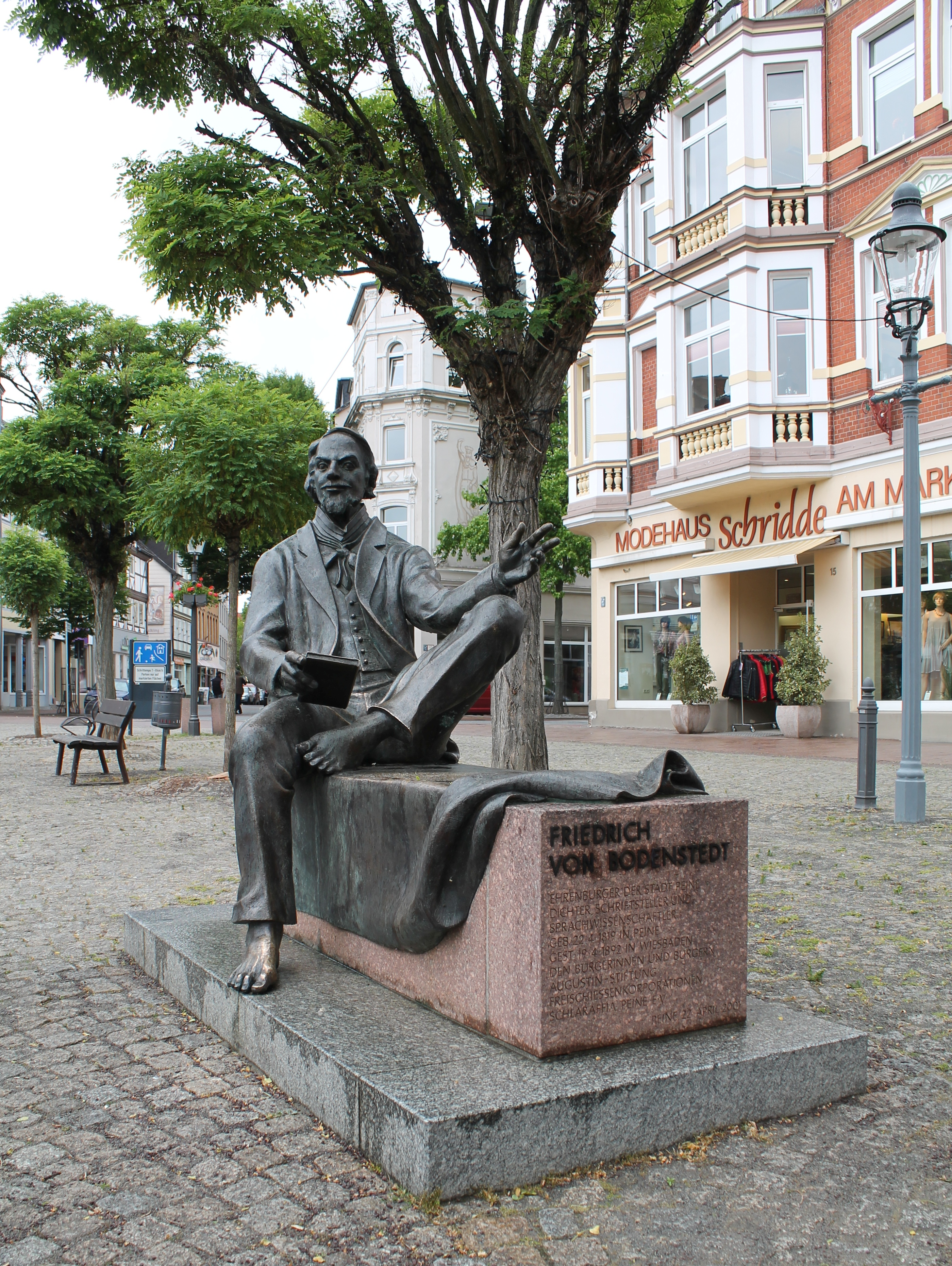
Denkmal auf dem Marktplatz in Peine, Andreas Krämmer, 2001

Einkehr und Umschau, 4. Auflage, Jena 1878

Die Lieder des Mirza-Schaffy, Liebhaber-Miniaturausgabe, Berlin 1883

Friedrich Martin von Bodenstedt (* 22. April 1819 in Peine; † 18. April 1892 in Wiesbaden) war ein deutscher Schriftsteller und Theaterintendant.

## Leben
Friedrich von Bodenstedt war der Sohn des Peiner Brauers August Friedrich Bodenstedt (1783–1850) und dessen Ehefrau Johanne Dorothee, geborene Düvel (1787–1872). Nach einer Kaufmannslehre in Braunschweig studierte Bodenstedt Philosophie und Philologie an der Universität Göttingen. Er ging 1840 als Lehrer nach Moskau, wo er das Russische erlernte, und 1843 nach Tiflis, wo er durch den aserbaidschanischen Dichter Mirzə Şəfi Vazeh (1794–1852) in die Sprachen der Kaukasusregion eingeführt wurde. 1846 kehrte er nach Deutschland zurück. Er erlebte die Ereignisse in Wien des Jahres 1848 und beschrieb diese später sehr anschaulich in seinen Lebenserinnerungen. Anschließend unternahm er eine Italienreise und betrieb journalistische Arbeiten in Triest, Bremen und Kassel. Ab 1854 war er in München Professor für Slawistik und Altenglisch. Bald darauf ging er nach England, wo er ab 1858 Shakespeare und dessen Werke studierte und ein Shakespeare-Werk in drei Bänden herausgab. Wegen seiner Shakespeare-Studien wurde er 1867 Intendant des Hoftheaters in Meiningen. Er engagierte die Schauspielerin Ellen Franz, die spätere Ehefrau von Herzog Georg II. und Freifrau von Heldburg, worauf er vom „Theaterherzog“ geadelt wurde.
Nach dem Engagement in Meiningen lebte er zeitweise in Altona und Berlin, ehe er sich ab 1878 bis zu seinem Tode in Wiesbaden niederließ. Er unternahm noch eine Vortragsreise durch die USA und gab Schriften heraus. Seine letzte Ruhestätte fand er auf dem Nordfriedhof in Wiesbaden.

## Werke
Seine Lieder des Mirza Schaffy (1851) waren ein großer Erfolg; sie erlebten nach der Erstveröffentlichung (mit Übersetzungen) über 160 Auflagen. 1854 vertonte Anton Rubinstein zwölf Gedichte der Sammlung zu „Lieder[n] für eine [tiefe] Singstimme mit Begleitung des Pianoforte“ (12 Lieder des Mirza Schaffy (aus dem Persischen von F. Bodenstedt), Op. 34). Ludwig Ammann bezeichnet Die Lieder des Mirza Schaffy als erfolgreichste und populärste orientalistische Veröffentlichung des 19. Jahrhunderts überhaupt. Zuerst erschienen sie als „Hegire“ aus den Wirren des Jahres 1848 in dem Buch Tausend und ein Tag im Orient (1850), in dem Bodenstedt seine Reiseerlebnisse in Kaukasien und Armenien schildert. In der Liedersammlung Aus dem Nachlasse Mirza Schaffys (1874, 17. Auflage 1891) erklärt Bodenstedt die Entstehung seiner Gedichte.
Gesammelte Schriften (Berlin 1862):
- Band 1–3. Tausend und ein Tag im Orient.
- Band 4–7. Russische Dichter übersetzt: Puschkin, Lermontow, Kolzow etc.
- Band 8. William Shakespeare’s Sonette
- Band 9–11. Alte und neue Gedichte.
- Band 12. Aus Ost und West

alle Bände online auf archive.org
- Album deutscher Kunst und Dichtung. Mit Holzschnitten nach Originalzeichnungen der Künstler, ausgeführt von R. Brend’amour. Hrsg. Friedrich Bodenstedt. – Berlin: Grote, 1867. Digitalisierte Ausgabe der Universitäts- und Landesbibliothek Düsseldorf
- Vom Atlantischen zum Stillen Ozean. Nachdruck des Originals von 1882. Salzwasser-Verlag, Paderborn 2012, ISBN 978-3-86444-442-5.
- Erinnerungen aus meinem Leben. Zwei Bände, Berlin 1888 und 1890.

Bei Wikisource findet sich eine vollständige Bibliographie der Einzelausgaben von Bodenstedts Werken (mit Links zu Digitalisaten).

## Ehrungen
Für den Kurpark in Wiesbaden schuf der Bildhauer Hugo Berwald eine überlebensgroße Büste, die auf einem Sockel, vor dem von unten zwei Kindergestalten dem Dichter Rosen emporreichen, am 23. April 1904 enthüllt wurde. Vom südöstlichen Ende des Kurparks führt die Bodenstedtstraße zur Bierstadter Straße.
Im Jahre 1901 wurde in seiner Geburtsstadt Peine die Bodenstedtstraße nach ihm benannt, 1909 die Bodenstedtstraße in der hannoverschen Südstadt und 1933 die Bodenstedtgasse in Wien-Floridsdorf (21. Bezirk). In Peine, wo er auch die Ehrenbürgerwürde besitzt, gibt es zudem eine Bodenstedtschule (heute Teil der Bodenstedt-/Wilhelmschule).